# Neoathyreus panamensis
Neoathyreus panamensis är en skalbaggsart som beskrevs av Robinson 1946. Neoathyreus panamensis ingår i släktet Neoathyreus och familjen Bolboceratidae. Inga underarter finns listade i Catalogue of Life.